# 197 a.C.
Il 197 a.C. (CXCVII a.C. in numeri romani) è un anno  del II secolo a.C.

## Eventi
- Roma
  - Nella Penisola Iberica vengono create le prime due province romane: la Hispania citerior, e la Hispania superior.
  - Le legioni romane di Flaminio battono le falangi di Filippo V di Macedonia nella Battaglia di Cinocefale in Tessaglia.

## Morti
- Attalo I, sovrano (n. 269 a.C.)